# Fluorid stříbrnatý
Fluorid stříbrnatý, AgF2, je poměrně vzácný příklad sloučeniny obsahující stříbro v oxidačním stavu +II. Používá se jako silné fluorační činidlo.

## Příprava
Fluorid stříbrnatý můžeme připravit fluorací Ag2O plynným fluorem nebo fluorací AgF, příp. AgCl za vyšší teploty:
2 AgF + F2 → 2 AgF2
Vzniká i zahříváním stříbra v proudu fluoru.
Protože se jedná o silné fluorační činidlo, je nutné ho přechovávat v teflonových nádobách nebo nádobách z pasivovaných kovů. Je citlivý na světlo.

## Struktura
Fluorid stříbrnatý je bílá pevná látka, která se postupně zbarvuje do hněda až černa, což způsobují vznikající nečistoty. Poměr F/Ag je u většiny vzorků menší než dva, zpravidla okolo 1,75. Je to dáno kontaminací kovovým stříbrem a oxidy nebo uhlíkem. V plynné fázi je molekula lineární, má symetrii D∞h.
Je paramagnetický, při teplotě −110 °C se stává feromagnetickým.
Struktura fluoridu byla dlouho nejasná, oxidační číslo II se nezdálo jako nejpravděpodobnější vysvětlení a předpokládalo se, že jde o směsný fluorid AgI[AgIIIF4]. Neutronová difrakce, ale potvrdila oxidační číslo II. Existence struktury AgI[AgIIIF4] byla potvrzena za vysoké teploty, ale její stabilita byla výrazně nižší než stabilita AgF2.

## Využití
AgF2 je silné fluorační a oxidační činidlo. V přítomnosti fluoridových iontů vytváří komplexní ionty, např. AgF -
3 , modrofialový AgF 2-
4  a AgF 4-
6 .
Lze ho využít pro fluoraci aromatických sloučenin, dokonce lze provést i monofluoraci:
C6H6 + 2 AgF2 → C6H5F + 2 AgF + HF
Dokáže i fluorovat xenon na fluorid xenonatý v bezvodém roztoku HF:
2 AgF2 + Xe → 2 AgF + XeF2